# Phare de Pilsum
Le phare de Pilsum est un phare inactif situé à Krummhörn (dans l'ancienne commune de Pilsum) en Basse-Saxe et en bordure de la mer du Nord.   
Il fut actif de 1891 à 1919 et est devenu un des symboles de la région historique de la Frise orientale.

## Le phare de Pilsum au cinéma
- 2000 : Otto – Der Katastrofenfilm d'Edzard Onneken et Otto Waalkes
- 2003 : série Tatort, épisode Sonne und Sturm avec Maria Furtwängler

## Galerie

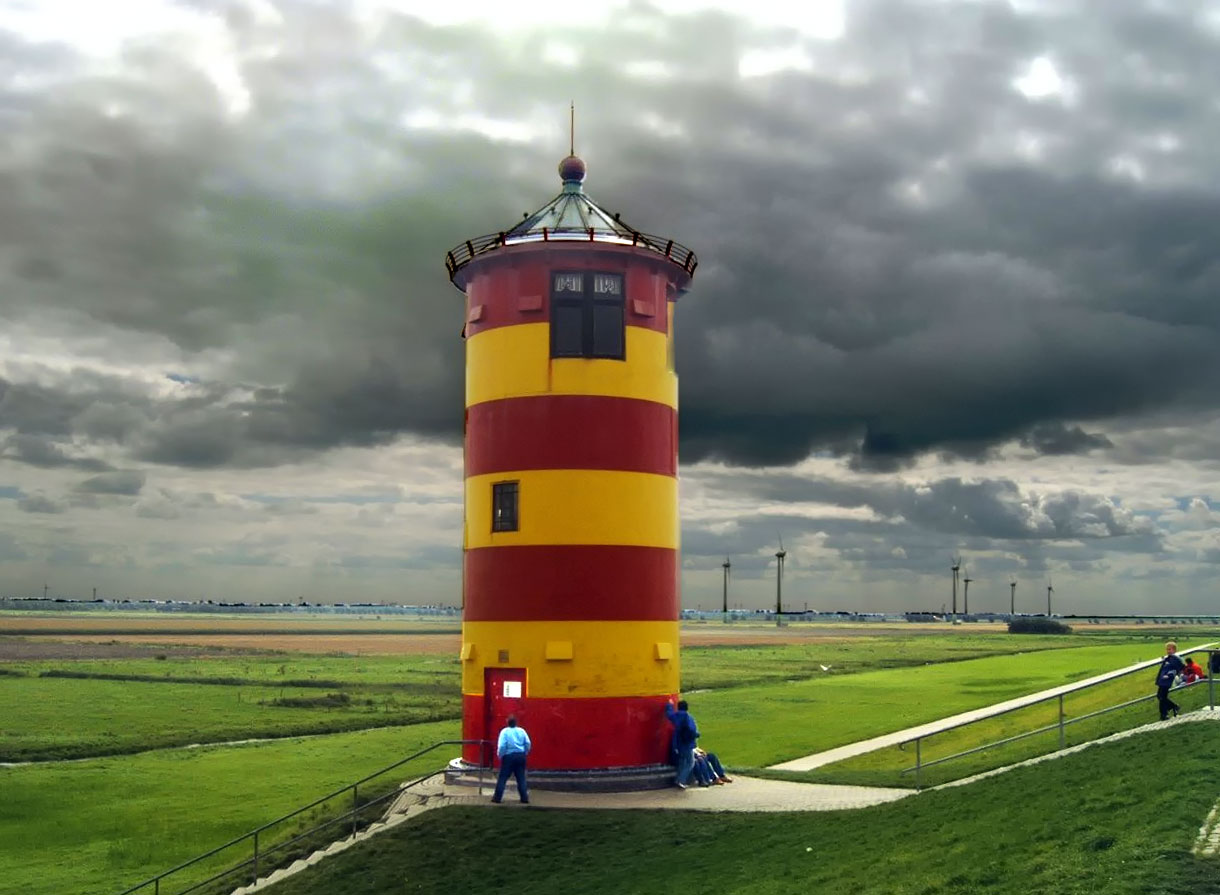
Le phare en 2004.
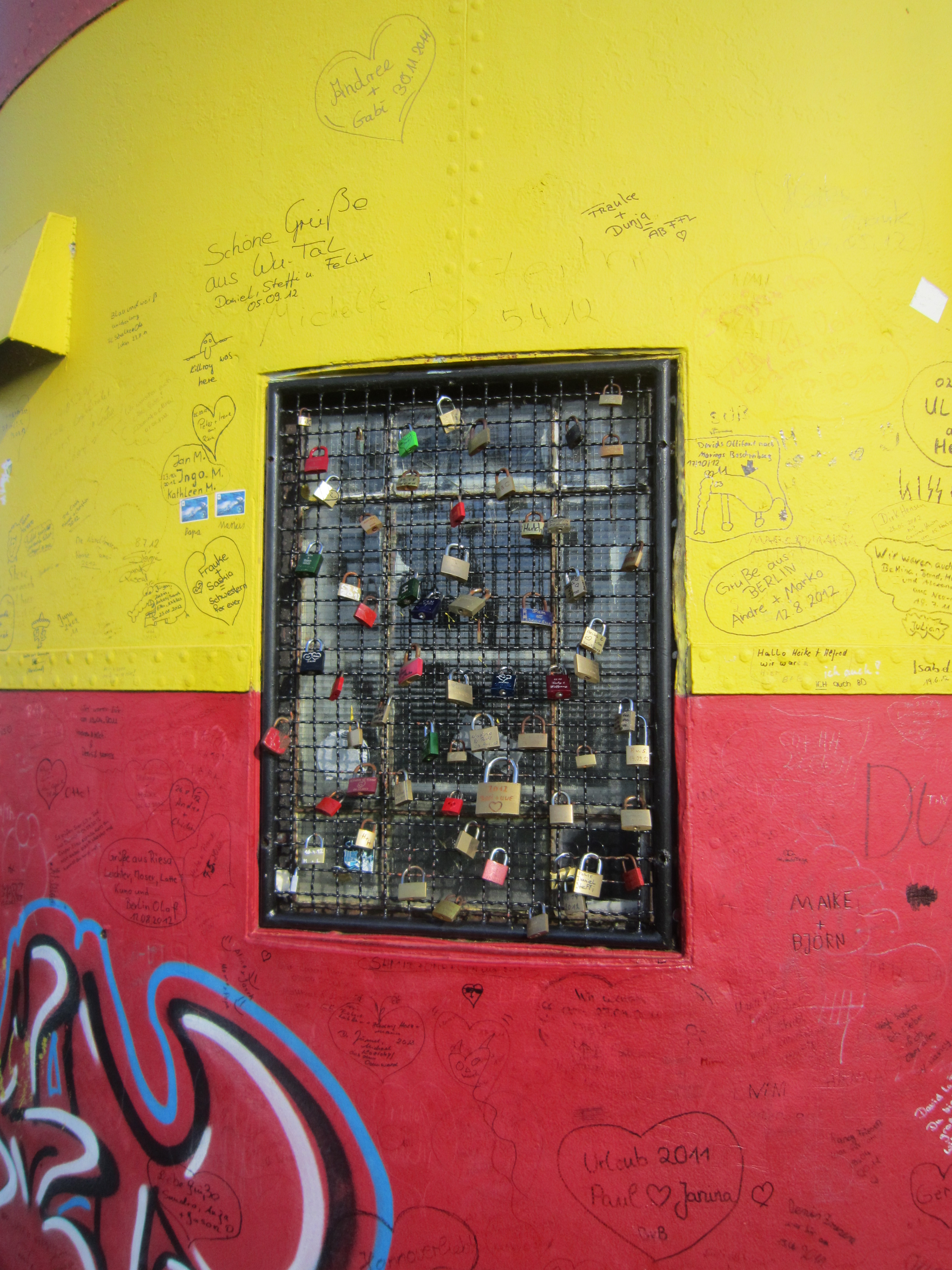
Des cadenas et des graffitis.
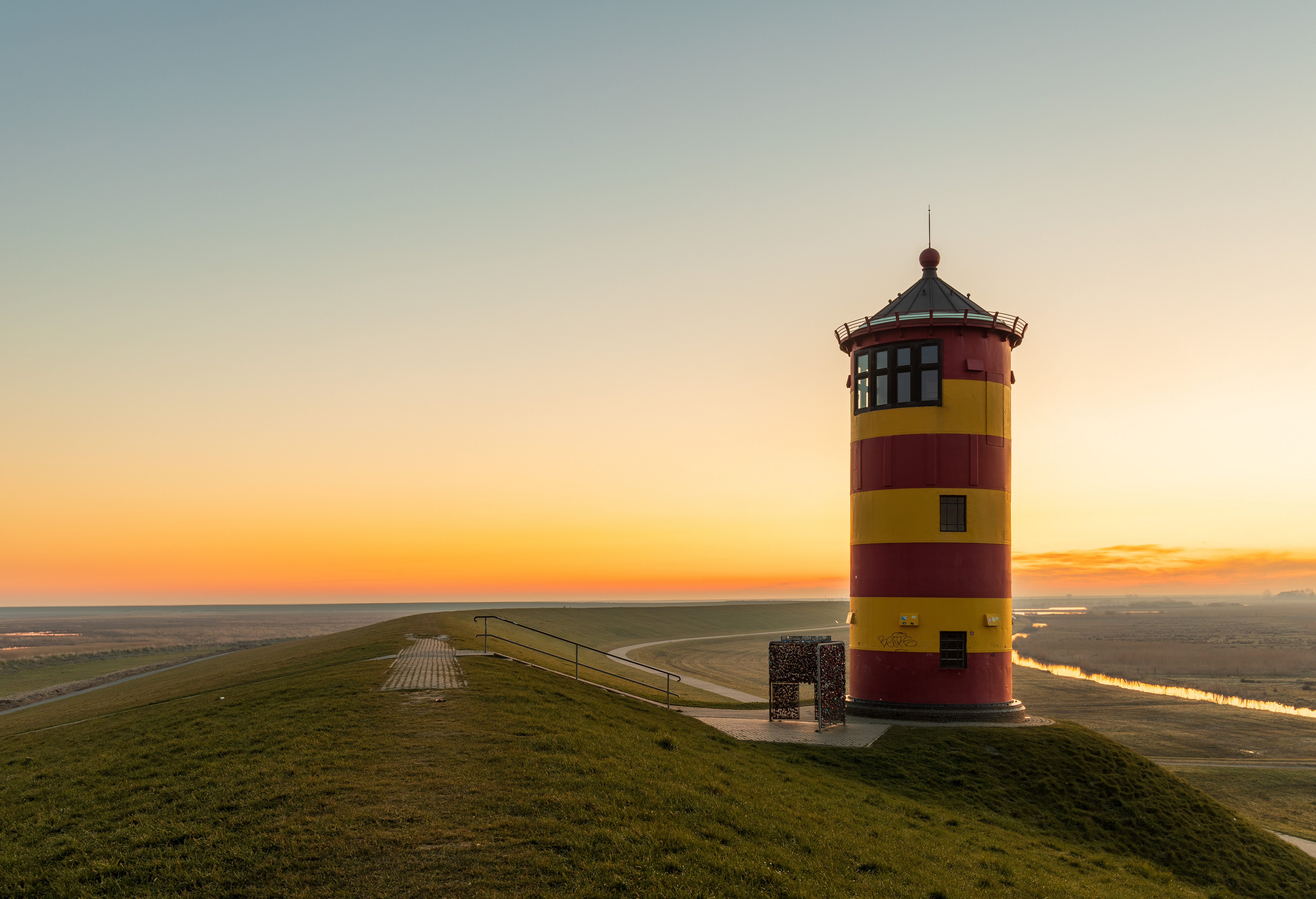
Lever de soleil au phare de Pilsum en 2022.